# Bizzy Mo
Bizzy Mo (bürgerlicher Name: Maurice Sudhakar), bekannt unter dem Künstlernamen Bizzy Mo (auch Bizzy oder BizzyMo), ist ein deutscher Mix- und Mastering-Ingenieur, Musikproduzent, Unternehmer und Inhaber eines Tonstudios (Bizzy Studios) in Köln. Er ist deutsch-nepalesischer Abstammung.

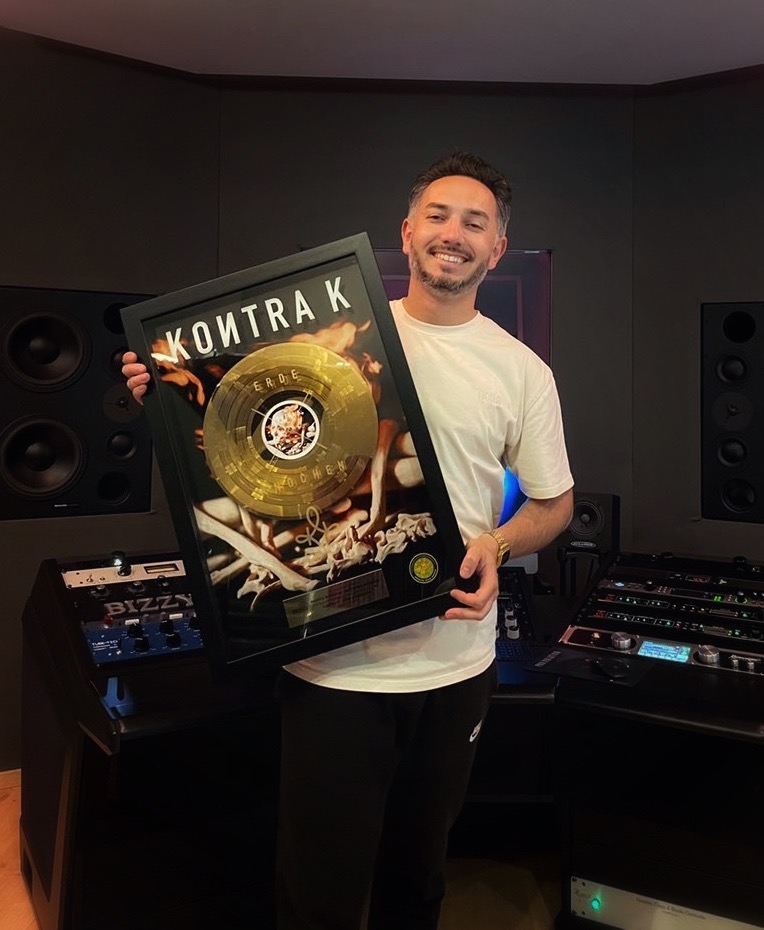
Bizzy Mo

Bizzy Mo ist als Speaker auf Musik- und Produzentenmessen (Beatcon, Studioszene, SAE Institute) tätig.

## Leben
Ab dem Jahr 2000 absolvierte Bizzy Mo eine Ausbildung zum Hotelfachmann, während er sich weiter mit Musik beschäftigte. Er legte auch als DJ auf. In seiner ersten eigenen Wohnung richtete er ein Tonstudio ein, in dem er erste Mixtapes erstellte.
2013 nahm er ein Studium an der SAE (School of Audio Engineering) auf, während er parallel weiter an seiner Karriere arbeitete. Seine Verbindung zur SAE Institute blieb auch als Alumnus bestehen.
Neben seiner Arbeit als Musikproduzent und Studiobetreiber ist er regelmäßig als Speaker auf renommierten Musikmessen wie der Beatcon, der Studioszene und der SAE Conference tätig. Er hält Workshops und Vorträge, in denen er sein Fachwissen in den Bereichen Musikproduktion, Studioaufbau und Karriereentwicklung weitergibt und Einblicke in aktuelle Techniken und Trends der Branche vermittelt.
Von 2020 bis 2024 entstanden in Köln die Bizzy Studios (Tonstudio Komplex mit fünf Tonstudios) – professionelle Tonstudios für Musikproduktion und kreatives Schaffen. Die Studios in Köln sind ein gut besuchter Ort für Künstler, Songwriting-Sessions und Musikproduktion.

## Produktionen
- 2009–2011: Pro7/RedSeven-Musikproduktion für Broken Comedy mit Carolin Kebekus und Serdar Somuncu, Torsten Fraundorf
(Auszeichnungen: Erhalten: Montreux/Beste Sketch Show - Broken Comedy).
- 2015: Musik-Produktion mit Eko Fresh für die ZDF-Serie Blockbustaz (Staffel 1)
- 2018: McDonalds-Werbespot mit Pietro Lombardi – Musikproduktion, Recording, Mix, Mastering
- 2018: Werbespot-Mischung für SNIPES: u. a. mit French Montana, Macklemore, Rick Ross, Joey Badass
- 2018: TV-Musikproduktion mit Eko Fresh für die ZDF-Serie Blockbustaz (Staffel 2)/sowie O-Ton- und Score-Mischung
- 2019: Kollegah - Alphagene II (Album) : Recording, Mix, Mastering
- 2024 Ryan Leslie - You Know My Speed (Album) Aufnahme, Arranging, Mixing